# مونتيريالي (أبروتسو)
مونتيريالي (بالإيطالية: Montereale)‏ هي بلدية في مقاطعة لاكويلا في إقليم أبروتسو الإيطالي.

## السكان
في سنة 1861 بلغ عدد السكان 6٬404 نسمة، وتطور العدد ليصل في سنة 2011 لـ 2٬812 نسمة.
يظهر هذا المخطط البياني تطور النمو السكاني لـ مونتيريالي (أبروتسو)